# Augusto Cáceres Viñas
Augusto Federico Cáceres Viñas (Pueblo Libre, Lima, 6 de julio de 1953) es un médico y político peruano. Ejerció el cargo de alcalde del distrito de San Isidro, en Lima, Perú, desde el 1 de enero de 2019 hasta el 31 de diciembre del 2022.
El 29 de noviembre del 2022, Cáceres Viñas fue detenido detenido en un operativo conjunto, entre la Policía Nacional del Perú y el Ministerio Público, tras allanar su vivienda, por presuntamente integrar una organización criminal dedicada a la contratación irregular de servicios del mantenimiento de las áreas verdes del citado distrito.

## Biografía
Augusto Federico Cáceres Viñas nació en Lima, Perú distrito de Pueblo Libre el 6 de julio de 1953, es el menor de cuatro hermanos, sus padres fueron el arequipeño Alberto Fortunato Cáceres Benavides y la piurana Irma Lourdes Viñas Cornejo. Está casado con Irene Fuentes Guerrero, tiene 5 hijos: Augusto, Rodolfo, Valeria, Noelia y Alexander. 
Estudió primaria en el colegio fiscal #472 (la Huaca) del distrito de Magdalena del Mar, donde ocupó los primeros puestos desde transición al quinto de primaria. De igual manera, cursó la secundaria en el colegio Claretiano del mismo distrito.
Estudió en la facultad de medicina de San Fernando de la Universidad Mayor de San Marcos, graduándose en el año 1982 dentro del quinto superior de su promoción.
Realizó estudios de posgrado en Medicina Interna por la misma universidad en el hospital Juan Benavides Dorich (Hospital FAP), entre los años 1985 y 1988, obteniendo altas calificaciones. Fue médico asistente en el servicio de emergencia y de medicina interna en el mismo hospital, entre los años 1988 y 1997. También se desempeñó como jefe del departamento médico de la Compañía Peruana de Seguridad y médico de emergencia de la clínica San Felipe y Anglo Americana.
Realizó estudios de maestría en Neurociencias por la misma UNMSM y un diplomado en el centro de histoterapia placentaria de La Habana-Cuba. También realizó una maestría en medicina estética y antienvejecimiento por la universidad de Illes Balears de España, graduándose con honores.
Desde el 2007 al 2018 se desempeñó como director médico de la clínica Dr. Augusto Cáceres, de la cual es socio principal desde su fundación.

### Actividad estudiantil
En la facultad de medicina de San Fernando organizó, fundó y dirigió el movimiento estudiantil “comunidad San Fernandina”, el cual aglutinó a los estudiantes independientes y de los comandos universitarios de Acción Popular, Partido Popular Cristiano, Aprista y otros más, quienes se opusieron a los grupos comunistas agrupados en los llamados FER (Frente Estudiantil Revolucionario), entre ellos el del incipiente Sendero Luminoso. Una de las principales propuestas del grupo estudiantil fue recuperar la calidad académica, junto al rechazo, repudio y condena de la dictadura militar imperante en ese entonces y su alianza con los grupos comunistas dentro de la universidad, así como rescatar la autonomía, democracia y la libertad dentro de la UNMSM. 
Uno de los logros de este grupo estudiantil fue la salida del rector Juan de Dios Guevara, el restablecimiento del tercio estudiantil y las elecciones democráticas para el gobierno de la UNMSM, que culminó con la elección del rector Gastón Pons Muzo. 
Posteriormente, Cáceres Viñas fue elegido presidente de la comisión organizadora de la Asociación de Graduados de la facultad de medicina de San Fernando. Luego, fue elegido como el primer graduado miembro del consejo de Facultad de la facultad de medicina de San Fernando, cargo que ejerció de 1992 a 1995. Participó en la modernización de la biblioteca de San Fernando. Terminado su periodo, fue elegido nuevamente en 1995 como el primer graduado miembro del consejo universitario de San Marcos, cargo que ejerció hasta que la dictadura fujimorista, haciendo uso de la fuerza, se apoderó del gobierno de la universidad. Participando en la protesta ciudadana contra la ilegalidad.

### Actividad ciudadana
En el año 2000 se desempeñó como vicepresidente del patronato de Cieneguilla.
Fundó, en 2003, el Instituto Integración y Desarrollo, en el que se desempeña como presidente hasta la actualidad. Las principales actividades de dicha organización fueron:
- Mediación en el conflicto social generado en Ilave luego del linchamiento de su alcalde, Cirilo Robles, en el año 2004.
- Realización del seminario “El perfil del político peruano del siglo XXI”, con participación de la antropóloga Ruth Shady Solis, la historiadora Mariana Muld de Pease y el economista Elmer Cuba.
- Desarrollo de 16 talleres de formación ciudadana.
- Elaboración de un proyecto de consorcio de universidades para el programa unificado de maestría en gestión pública.
- Programa de radio ‘Yo creo en el Perú’ difundido en Radio San Borja.

Fue director del programa radial YO Creo en el Perú. 
Escribió en el 2004 el libro "Yo creo en el Perú, una perspectiva desde el laberinto", publicándolo al año siguiente, donde aborda de manera crítica y propositiva la visión de un Perú encaminado al progreso, a través de la cultura del entendimiento y la identidad nacional. 
Ha escrito múltiples artículos y participado en foros académicos, políticos y sociales.

### Actividad política
Dese el año 2017 tiene un acercamiento con el partido Acción Popular, encontrando coincidencia entre sus principios y postulados con los del arquitecto Fernando Belaúnde Terry, entre los que destacan los valores democráticos, la libertad, la honestidad y la peruanidad como componentes fundamentales de la identidad nacional. 
En el año 2018 fue elegido democráticamente por el 39.7% de los votos válidos por Acción Popular, como alcalde del distrito de San Isidro. Inscribiéndose en el partido poco después.

## Alcaldía de San Isidro
La gestión municipal de Augusto Cáceres Viñas ha ejecutado obras tanto de infraestructura, como en el establecimiento de servicios para los vecinos en ámbitos como la salud.
Ha tenido que lidiar con la súbita aparición de la pandemia por COVID-19, desde su llegada a Perú en el año 2020, situación que marcó transversalmente las prioridades de la administración y obligó a adoptar diversas medidas.
Entre sus principales obras se encuentran:
- Creación de la línea de asistencia y orientación médica ante la COVID-19, San Isidro Contigo. 01 - 5139008.
- Renovación del Policlínico Municipal de San Isidro, con la implementación de diversas especialidades médicas.
- Construcción de una planta de oxígeno medicinal.
- Construcción y puesta en marcha de un centro de triaje diferenciado para afecciones respiratorias.
- Obra de construcción (actualmente en ejecución) del nuevo Mercado de productores de San Isidro.
- Inauguración del “Parque Bicentenario”.
- Diversas ceremonias cívico - patrióticas en conmemoración al Bicentenario de la Independencia del Perú.
- Repavimentación de más de 80 km lineales de pistas.
- Entrega y construcción de nuevo local para la Compañía de Bomberos N° 100 de San Isidro.
- Ampliación de red de ciclovías.
- Adquisición de dos ambulancias
- Conformación de una brigada de rescate
- Renovación y equipamiento de módulos de videovigilancia en parques del distrito
- Utilización de tecnología para la seguridad ciudadana (uso de drones, activación de un botón de pánico desde la aplicación “San Isidro en tus manos”)

### Pedido de renuncia al presidente Castillo
Ante las diversas situaciones de inestabilidad política y escándalos de corrupción que se vinieron suscitando desde el inicio del gobierno del presidente Pedro Castillo, Cáceres Viñas fue crítico constante tanto de su accionar como el del Congreso de la República del Perú, indicando en diversas oportunidades que tanto el presidente como los congresistas, deberían renunciar a sus cargos y convocar a nuevas elecciones.[cita requerida]
Cáceres realizó un pronunciamiento el 11 de mayo de 2022, requiriendo al presidente renunciar en un plazo de 10 días, debido a su “falta de idoneidad”, solicitando también al congreso que, de no cumplir Castillo con sus demandas, “active los mecanismos constitucionales para que le sea retirado el cargo”.[cita requerida]
Frente al paro de transportistas, agricultores y otros gremios, en junio de 2022, Cáceres criticó la gestión del presidente Pedro Castillo, en la que aseguró demuestra incapacidad ante los problemas sociales.
En octubre de 2022, la Municipalidad presidida por Cáceres, calificó como "persona non grata" al presidente Castillo por su "actitud hostil" ante la Fiscalía. Posteriormente, en noviembre del mismo año, Cáceres buscó que el Consejo Municipal declare "persona non grata" al premier Aníbal Torres, "al pretender... discriminar a los niños que viven en los distritos de San Isidro y Miraflores".

### Arresto y detención por caso de corrupción
En la madrugada del 29 de noviembre del 2022, Cáceres Viñas fue detenido por agentes de la División contra la Corrupción (Dircocor) de la Policía Nacional del Perú, en conjunto con miembros de la Fiscalía Anticorrupción por la presunta comisión, junto con otros siete funcionarios de la Municipalidad de San Isidro, de los delitos de corrupción contra la administración pública, peculado, colusión, negociación incompatible y organización criminal para favorecer la contratación del Consorcio San Isidro Verde por un monto de más de S/ 44 millones y con ello obtener ingresos ilícitos.
El trabajo de las autoridades derivó en la detención preliminar de Cáceres Viñas, así como de los trabajadores intervenidos, por un periodo de siete días, determinado por el Tercer Juzgado de Investigación Preparatoria de Lima.